# Kvartet 4M
Kvartet 4M bio je hrvatski beat-sastav koji je osnovan 1956. godine u Zagrebu. 
Tijekom šezdesetih bio je jedan od najpopularnijh europskih show-kvarteta. 1969. godine predstavljali su zemlju na Eurosongu, sa skladbom "Pozdrav svijetu" i osvojili 13. mjesto. Tijekom svoje glazbene karijere snimili su preko 60 gramofonskih ploča, a neke od njihovih najvećih uspješnica bile su skladbe; "Rijeka bez povratka", "Buona sera signorina", "Kad ja pođoh na Bembašu", "Charlie Brown", "Volim kišu", "Platno, boje, kist i... twist", "Nima Splita do Splita", "Don Pasquale", "Pozdrav svijetu", "Idem i ja... ne, ti ne", "Neka visi Pedro" i mnoge druge.

## Povijest sastava
Kvartet 4M utemeljio je Ivica Krajač listopada 1956. godine u Zagrebu. Postavu sastava tada su činili članovi; Ivica Krajač - Mali, Branko Marušić - Medo, Željko Ružić - Muki i Miro Ungar, a sastav su nazvali objedinivši inicijale svojih nadimaka. Tijekom šezdesetih godina vrlo su popularni u zemlji i postaju jedan od najpopularnijih europskih šou-kvarteta. Sastav je svoj prvi javni nastup imao u studenome 1956. godine u Glazbenom Zavodu. Nastupaju u  "Variete-u" (današnje kazalište "Kerempuh"), gdje ubrzo osvajaju brojne obožavatelje mlađe populacije. Prvi veći domaći uspjeh postižu s prepjevom "Na našoj obali", 1958. godine. Tada po prvi puta odlaze na Zapad, u Beč, a iste godine objavljuju svoju prvu ploču "Down by the riverside" ("Na riječnoj obali"). U to vrijeme imali su podršku klaviriste i aranžera Branka Bulića, čije se ime vidi na mnogim gramofonskim pločama tog vremena. 

### Gostovanja po Europi
Ubrzo su shvatili da je za uspjeh, uz dobar glas, potrebna i izvedba i scenski nastup. Razvili su svoj stil te su uz vokalnu izvedbu počeli plesati, glumiti, imitirati, baviti se mimikom i pantomimom, a sve su to radili uz prihvatljivi humor. Odlaze u Englesku gdje gostuju u "Tommy Steele Showu" i brojnim noćnim klubovima. Nakon toga nastupaju po koncertnim dvoranama Švedske, SR Njemačke, Nizozemske, Francuske, Belgije, Švicarske, Austrije i Finske. 1962. godine kao prvi izvođači s prostora bivše Jugoslavije odlaze na dvomjesečnu turneju po Izraelu. U Italiji nastupaju na festivalima Fiera di Levante u Bariu i Canzoni Nel Mondo Taormini, gostuju u TV show programima Studio Uno i Trentatre giri, te snimaju nekoliko ploča za izdavačku kuću Fonit-Cetra, i za španjolsku Belter Records Comp. Slijedi jednomjesečni angažman u bečkom Music Hallu "Ronacher", te se nakon toga krajem siječnja 1961. godine vraćaju u Zagreb.
Nakon toga Kvratet 4M postaje glavna televizijska atrakcija i redovno nastupaju na TV Magazinu. 1963. na Zagrebfestu osvajaju prvo mjesto s prvim hrvatskim twistom "Platno, boje, kist i twist" i objavljuju svoje uspješnice "Rijeka bez povratka", "Zelena polja", "Charlie Brown" i "Kad ja pođoh na Bembašu".

### Eurosong
1964. godine Miro Ungar odlazi na odsluženje vojnoga roka u Šibenik i Beograd. Posljednji nastup s Kvartetom 4M ima 1967. godine na dvomjesečnoj turneji (travanj i svibanj), po Sovjetskom Savezu. Nakon toga potpisuje ugovor s diskografskom kućom Barclay u Parizu pod pseudonimom Tim Twinkleberry i započinje svoju solo karijeru.
Umjesto Ungara 1968. godine u Kvartet 4M dolazi apsolvent medicine, Saša Sablić - Medicus. U ovoj postavi pobjeđuju na devetom jugoslavenskom izboru za Pjesmu Eurovizije sa skladbom "Pozdrav svijetu". 1969. godine odlaze u Madrid, gdje predstavljaju zemlju na Eurosongu i osvajaju 13. mjesto, što nisu smatrali nekim većim uspjehom.

### Svjetske turneje i kraj karijere
Od 1967. do 1973. imaju šest glazbenih turneja po bivšem SSSR-u, a 1971. godine su na dvomjesečnoj turneji Holiday on Ice po Sjedinjenim Državama.
Nakon turneja vraćaju se u Hrvatsku, gdje nastupaju u brojnim zabavnim TV programima kao scenaristi, koreografi, izvođači, domaćini i gosti. 1974. godine dolazi do raspada Kvarteta 4M te se članovi posvećuju različitim karijerama. Tijekom godina kao Kvartet 4M snimili su preko 60 gramofonskih zapisa, održali mnoge turneje i koncerte te objavili brojne uspješnice, od kojih se neke "Rijeka bez povratka", "Buona sera signorina", "Kad ja pođoh na Bembašu", "Charlie Brown", "Volim kišu", "Djevojčica i april", "Platno, boje, kist i... twist", "Nima Splita do Splita", "Zelena polja", "Don Pasquale", "Pozdrav svijetu", "Idem i ja... ne, ti ne", "Lilly The Pink", "Neka visi Pedro" i druge.
Svoj posljednji nastup imali su 11. prosinca 2006. godine u zagrebačkoj Tvornici kulture, na obljetničkom koncertu prigodom 50 godina glazbene karijere Mire Ungara. Na koncertu su nastupili Ivica Krajač - Mali, Željko Ružić - Muki, Saša Sablić - Medicus i Miro Ungar, a izveli su skladbe: "Na našoj obali", "Buona sera", "Bembasa" i "Don Pasquale".

## Članovi sastava
- Ivica Krajač - (Beograd, 2. travnja 1938.). 1979. godine u Zagrebu je završio studij glazbe na Pedagoškoj akademiji i 1981. kazališnu režiju na Akademiji za kazalište, film i televiziju. Od 1982. godine, pa sve do mirovine, stalni je redatelj Opere HNK u Zagrebu. Skladatelj je i tekstopisac za zabavnu glazbu i šansone, libreta za operu i mjuzikle. Režira opere i drame, te prevodi dramsku literaturu, opere i mjuzikle s engleskog, njemačkog, talijanskog i ruskog jezika. Kao suautor sudjeluje u radu triju rock opera zagrebačke trilogije: Gubec beg, Grička vještica i Crna kraljica. Od osnutka Televizije Zagreb (danas HRT), stalni je suradnik kao izvođač, a nakon toga i kao autor. Ivica Krajač član je Hrvatskog društva skladatelja, Hrvatskog društva dramskih umjetnika te Zajednice hrvatskih umjetnika, s visokim statusom priznatog umjetnika.

- Željko Ružić (Zagreb, 22. srpnja 1938.), diplomirao je talijanski jezik, a od 1971. godine pa do mirovine radi u Croatia osiguranju kao zastupnik osiguravajućeg društva.

- Branko Marušić (Zagreb, 27. prosinca 1937. - Zagreb, 13. studenog 2012.), studirao je šumarstvo, pravo i ekonomiju. Od 1967. – 1974. godine kao stalni zaposlenik radio je u putničkoj agenciji Kvarner express, u Lovcu od 1975. – 1986., te u ASTRI od 1986. do mirovine. Lovnim turizmom bavio se od 1967. do 1975. i kao vanjski suradnik bio je predstavnik za oružje, municiju i lov u Generalturistu. Bio je član Hrvatskoga lovačkog saveza i počasni član komisije HLS HR za ocjenjivanje lovačkih trofeja. Preminuo je 13. studenog 2012. u Zagrebu u 75-oj godini života.[3]

- Miro Ungar (Zagreb, 2. svibnja 1937.), diplomirao je talijanski jezik, studirao engleski, glumu na Kazališnoj akademiji te Višu, turističku školu u Dubrovniku. Solističku karijeru započinje 1968. godine, te je snimio 20 singlica i 5 LP-ija. Za izdavačku kuću Barclay u Francuskoj snima 5 ploča, a na zapadnonjemačkom tržištu 1 LP i 5 malih ploča (Amiga i Philips). I danas je aktivan kao glazbenik i živi od nje. Dobitnik je Zlatne plakete Status (2006) povodom 50 godina javnog rada, a taj jubilej obilježava velikim koncertom u Tvornici na kojem nastupa i Kvartet 4M.

- Saša Sablić (Rijeka, 25. rujna 1944.), 1971. godine diplomirao je medicinu, a 1978. specijalizirao je zdravstvenu ekologiju. Od 1974. – 1982. godine u Općini Rijeka radio je kao šef sanitarne inspekcije, od 1982. – 1992. bio je voditelj djelatnosti zdravstvene ekologije u Zavodu za javno zdravstvo Primorsko-goranske županije, te kao sanitarni inspektor u Županijskoj sanitarnoj inspekciji radi od 1996. do mirovine 2000. godine.

## Nagrade
Kvartet 4M u svojoj karijeri osvojio je mnogobrojne glazbene nagrade među kojima su neke od njih:
- Festivali - Zagreb (1962., 1963.), Opatija (1962., 1968.), Split (1964.)
- Prva nagrada na festivalu u St. Vincentu Canzone per l´Europa (za najbolje strane izvođače - 1963., za talijansku skladbu - 1964.) godine.
- Porin - za životno djelo (1995.) godine.

## Vanjske poveznice
- Kvartet 4M na Discogsu
- Službene stranice Porina  Arhivirana inačica izvorne stranice od 20. listopada 2008. (Wayback Machine)
- Službene stranice Mire Ungara  Arhivirana inačica izvorne stranice od 5. siječnja 2009. (Wayback Machine)